# Anthony Kubek
Anthony Kubek (* 10. Juni 1920 in Ambridge; † 10. Juni 2003 in Irving (Texas)) war ein US-amerikanischer Historiker mit dem Schwerpunkt auf der Außenpolitik, besonders der USA in Asien.
Der Katholik mit tschechischen Vorfahren Kubek erhielt ein Stipendium am betont christlichen Geneva College (Philadelphia), bevor er im Zweiten Weltkrieg ab 1943 in der US Navy im Pazifik und in Fernost diente. Dann erwarb er die akademischen Abschlüsse auf der katholischen Georgetown University: B.A. in Foreign Service (1948), M.A. (1950) und Ph.D. in American Diplomatic History (1956), wo er den Historiker und Roosevelt-Kritiker Charles Tansill zum Freund gewann. Er wurde Dekan am Frisco College in Frisco, Texas, und Professor an der katholischen privaten University of Dallas, wo er die Abteilung Geschichte und Politik leitete. Allgemein bekannt war er als Berater zur US-Außenpolitik. Als Mitglied trat er der Political Science Association und American Historical Association bei.
Der strikte Antikommunist gehörte zu den Revisionisten unter den US-Zeithistorikern und warf Roosevelt sowie den Nachkriegsregierungen bis einschließlich Reagan vor, den Kommunisten in China in die Hände gespielt und Taiwan im Stich gelassen zu haben. Besonders Außenminister George C. Marshall und den in China und Burma tätigen General Joseph Stilwell griff er an. 1959 entwickelte er eine Verschwörungstheorie um Harry Dexter White fort, den Architekten des Internationalen Währungsfonds von 1944/45. Dieser sowjetische Spion habe von seiner unscheinbaren Position im Finanzministerium den japanischen Überfall auf Pearl Harbor im Hintergrund bewirkt, indem er das aggressive Ultimatum an Japan vom November 1941 formulieren konnte. So hätten die USA die stärksten Gegner des Kommunismus besiegt und dadurch indirekt der kommunistischen Weltherrschaft den Weg geebnet. Durch das Lend Lease Programm habe Roosevelt die sowjetische Militärmacht bis in die Nachkriegszeit gestärkt. Auf der Konferenz von Jalta habe Alger Hiss bei Roosevelt sowjetfreundliche Lösungen zu Polen durchgesetzt. White habe weitere Kredite an die Nationalchinesen verhindert, um den kommunistischen Sieg zu fördern. Auch die neuen weltwirtschaftlichen Ordnungen des IWF und der Weltbank dienten angeblich indirekt sowjetischen Interessen, da die Machtkonzentration bei den USA ein Zwischenschritt zu einer globalen Planwirtschaft sein sollte.

## Schriften
- The Amerasia Papers: A Clue to the Catastrophe of China, 2 Bde., hg. v. US Senate Committee on the Judiciary, 1970[10]
- How the Far East was Lost: American Policy and the Creation of Communist China, 1941–1949, 1963 und 1972, ISBN 978-1-258-30736-3[11]
- The Red China Papers, 1975, ISBN 978-0-87000-261-8
- Modernizing China, 1987, ISBN 978-0-89526-575-3
- Ronald Reagan and Free China, 2002, ISBN 0-87319-050-5
- Communism at Pearl Harbor: How the Communists Helped to Bring on Pearl Harbor and Open Up Asia to Communization, 1959

## Einzelbelege
1. ↑  Anthony Kubek Phone Number, Address, Age, Contact Info, Public Records ᐈ Radaris. Abgerufen am 16. Juni 2022.
2. ↑  Anthony Kubek. Abgerufen am 16. Juni 2022.
3. ↑  Anthony Kubek: How the Far East Was Lost. ISBN 978-1-78720-596-3 (scribd.com [abgerufen am 16. Juni 2022] E-Book).
4. ↑  https://www.goodreads.com/book/show/13626686-communism-at-pearl-harbor
5. ↑  Kathryn S. Olmsted: Real Enemies: Conspiracy Theories and American Democracy, World War I to 9/11. Oxford University Press, USA, 2011, ISBN 978-0-19-975395-6, S. 104 (eingeschränkte Vorschau in der Google-Buchsuche).
6. ↑  How the Far East was lost; American policy and the creation of Communist China, 1941–1949. Abgerufen am 19. Juni 2022 (englisch).
7. ↑  How the Far East was lost; American policy and the creation of Communist China, 1941–1949. Abgerufen am 19. Juni 2022 (englisch).
8. ↑  Benn Steil: The Battle of Bretton Woods: John Maynard Keynes, Harry Dexter White, and the Making of a New World Order. Princeton University Press, 2013, ISBN 978-0-691-14909-7 (eingeschränkte Vorschau in der Google-Buchsuche).
9. ↑  Der Mythos von Bretton Woods. 20. August 2014, abgerufen am 17. Juni 2022 (deutsch).
10. ↑  Catalog Record: The Amerasia papers : a clue to the... | HathiTrust Digital Library. Abgerufen am 19. Juni 2022 (englisch).
11. ↑  Calvin D. Davis: How the Far East Was Lost: American Policy and the Creation of Communist China, 1941–1949. Anthony Kubek. In: The Journal of Modern History. Band 36, Nr. 3, 1. September 1964, ISSN 0022-2801, S. 366–366, doi:10.1086/239483.

| Personendaten    | Personendaten                                           |
| ---------------- | ------------------------------------------------------- |
| NAME             | Kubek, Anthony                                          |
| KURZBESCHREIBUNG | US-amerikanischer Politikwissenschaftler und Historiker |
| GEBURTSDATUM     | 10. Juni 1920                                           |
| GEBURTSORT       | Ambridge (Pennsylvania)                                 |
| STERBEDATUM      | 10. Juni 2003                                           |
| STERBEORT        | Irving (Texas)                                          |